# Старобалбуково
Старобалбу́ково (рос. Старобалбуково, башк. Балбуҡ) — присілок у складі Учалинського району Башкортостану, Росія. Входить до складу Тунгатаровської сільської ради.
Населення — 166 осіб (2010; 222 в 2002).
Національний склад:
- башкири — 98%